# 1.Fußball-Club Schweinfurt 05 1990-1991
Questa voce raccoglie le informazioni riguardanti il 1.Fußball-Club Schweinfurt 05 nelle competizioni ufficiali della stagione 1990-1991.

## Stagione
Nella stagione 1990-1991 il Schweinfurt, allenato da Elmar Wienecke, Niko Semlitsch e Georg Baier, concluse il campionato di 2. Bundesliga al 20º posto.

## Rosa
| N. |                     | Ruolo | Calciatore          |
| -- | ------------------- | ----- | ------------------- |
|    | Germania (bandiera) | P     | Dietmar Diekmann    |
|    | Germania (bandiera) | P     | Karl-Heinz Müller   |
|    | Germania (bandiera) | D     | Steffen Galm        |
|    | Germania (bandiera) | D     | Martin Halbig       |
|    | Germania (bandiera) | D     | Werner Köhler       |
|    | Germania (bandiera) | D     | Rüdiger Mauder      |
|    | Germania (bandiera) | D     | Wilfried Neuschäfer |
|    | Germania (bandiera) | D     | Jens Schürer        |
|    | Germania (bandiera) | D     | Oliver Wölfling     |
|    | Serbia (bandiera)   | C     | Aleksandar Abutovic |
|    | Romania (bandiera)  | C     | Claudiu Bozesan     |
|    | Germania (bandiera) | C     | Elmar Drenkard      |
|    | Germania (bandiera) | C     | Reiner Geyer        |

| N. |                     | Ruolo | Calciatore          |
| -- | ------------------- | ----- | ------------------- |
|    | Germania (bandiera) | C     | Rudolf Gürtler      |
|    | Germania (bandiera) | C     | Bernd Häcker        |
|    | Germania (bandiera) | C     | Georg Hetzelt       |
|    | Croazia (bandiera)  | C     | Goran Jerković      |
|    | Germania (bandiera) | C     | Joachim Seufert     |
|    | Germania (bandiera) | C     | Carsten Weiß        |
|    | Germania (bandiera) | A     | Matthias Baranowski |
|    | Germania (bandiera) | A     | Horst Derra         |
|    | Germania (bandiera) | A     | André Kulke         |
|    | Germania (bandiera) | A     | Joachim Reuß        |
|    | Germania (bandiera) | A     | Heiko Ueding        |
|    | Germania (bandiera) | A     | Dirk van der Ven    |

## Organigramma societario
Area tecnica
- Allenatore: Georg Baier
- Allenatore in seconda:
- Preparatore dei portieri:
- Preparatori atletici:

## Calciomercato

### Sessione estiva
| Acquisti | Acquisti            | Acquisti        | Acquisti |
| R.       | Nome                | da              | Modalità |
| -------- | ------------------- | --------------- | -------- |
| A        | Matthias Baranowski | Homburg         |          |
| C        | Aleksandar Abutovic | Norimberga      |          |
| C        | Reiner Geyer        | Saarbrücken     |          |
| C        | Goran Jerković      | Osijek          |          |
| A        | Heiko Ueding        | Wattenscheid 09 |          |
| A        | Dirk van der Ven    | Wattenscheid 09 |          |

| Cessioni | Cessioni         | Cessioni              | Cessioni |
| R.       | Nome             | a                     | Modalità |
| -------- | ---------------- | --------------------- | -------- |
| A        | Ralf Sträßer     | TSV Vestenbergsgreuth |          |
| A        | Bernhard Winkler | Kaiserslautern        |          |

### Sessione invernale
| Acquisti | Acquisti | Acquisti | Acquisti |
| R.       | Nome     | da       | Modalità |
| -------- | -------- | -------- | -------- |

| Cessioni | Cessioni | Cessioni | Cessioni |
| R.       | Nome     | a        | Modalità |
| -------- | -------- | -------- | -------- |

## Risultati

### 2. Bundesliga

#### Girone di andata
| Arbitro: | Föckler |

|  |           |                                        |
|  | Marcatori | 6’ Marquardt 64’ Brinkmann 77’ Wollitz |

| Arbitro: | Führer |

|                                                 |           |                 |
| Todt 22’ Gehrmann 25’ Capocchiano 67’ Beike 90’ | Marcatori | 38’ van der Ven |

| Arbitro: | Fröhlich |

|                           |           |          |
| Hanses 52’ Długajczyk 57’ | Marcatori | 89’ Reuß |

| Arbitro: | Kuhne |

|  |           |                                                                           |
|  | Marcatori | 31’ Struckmann 37’ Tarnat 41’ Lienen 49’ Tönnies 59’ Notthoff 90’ Bremser |

| Arbitro: | Gochermann |

|                                |           |  |
| Dais 16’ Hecking 45’ Wolff 81’ | Marcatori |  |

| Arbitro: | Dellwing |

|  |           |            |
|  | Marcatori | 69’ Lyutiy |

| Arbitro: | Tritschler |

|             |           |  |
| Cayasso 41’ | Marcatori |  |

| Arbitro: | Mierswa |

|  |           |           |
|  | Marcatori | 83’ Gries |

| Arbitro: | Dardenne |

|                                                         |           |  |
| Fleige 13’, 48’ Knauer 33’ Gäher 35’ Posipal 45’ (rig.) | Marcatori |  |

| Arbitro: | Wippermann |

|                                  |           |                                 |
| Wölfling 61’ (rig.) Drenkard 68’ | Marcatori | 37’ Palma 77’ Rusayev 87’ Linke |

| Arbitro: | Osmers |

|            |           |                     |
| Heisig 21’ | Marcatori | 65’ (rig.) Wölfling |

| Arbitro: | Aust |

|                           |           |                                |
| Häcker 11’ Baranowski 44’ | Marcatori | 7’ Schlotterbeck 17’ Schweizer |

| Arbitro: | Fröhlich |

|                                 |           |  |
| Hönnscheidt 33’ Schuhmacher 87’ | Marcatori |  |

| Arbitro: | Strampe |

|                |           |            |
| Baranowski 23’ | Marcatori | 1’ Brandts |

| Arbitro: | Löwer |

|                                                              |           |  |
| Thommessen 13’ Regenbogen 65’ Helmig 76’ (rig.) Landgraf 83’ | Marcatori |  |

| Arbitro: | Brückner |

|  |           |                                                          |
|  | Marcatori | 6’ Eichenauer 37’ Heß 43’, 69’ Bakalorz 58’ (rig.) Baier |

| Arbitro: | Kasper |

|                                                          |           |                       |
| Preetz 17’ Glöde 25’, 36’ (rig.) Nushöhr 77’ Schüler 90’ | Marcatori | 45’ Jerković 75’ Weiß |

| Arbitro: | Brückner |

|          |           |           |
| Reuß 72’ | Marcatori | 33’ Adler |

| Arbitro: | Kentsch |

|                                 |           |  |
| Probst 5’ Aden 53’ Seeliger 75’ | Marcatori |  |

#### Girone di ritorno
| Arbitro: | Kriegelstein |

|                      |           |  |
| Jursch 56’ Igler 63’ | Marcatori |  |

| Arbitro: | Schmidhuber |

|          |           |              |
| Reuß 67’ | Marcatori | 29’ Spannuth |

| Arbitro: | Best |

|  |           |            |
|  | Marcatori | 67’ Klobke |

| Arbitro: | Assenmacher |

|                              |           |             |
| Steininger 6’ Struckmann 88’ | Marcatori | 63’ Schürer |

| Arbitro: | Aust |

|                                          |           |             |
| Weiß 17’ Wölfling 25’ (rig.) Gürtler 35’ | Marcatori | 57’ Hecking |

| Arbitro: | Mölm |

|                         |           |  |
| Zechel 45’ Borodjuk 77’ | Marcatori |  |

| Arbitro: | Kasper |

|          |           |                                       |
| Reuß 80’ | Marcatori | 18’, 46’ Marin 67’ Winter 90’ Fengler |

| Arbitro: | Assenmacher |

|                                                   |           |            |
| Maciel 7’, 16’ Ziemer 19’, 68’ Gries 27’ Homp 51’ | Marcatori | 5’ Bozesan |

| Schweinfurt 6 aprile 1991, ore 15:00 CEST 28ª giornata | Schweinfurt 05 | 0 – 0 referto | Preußen Münster | Sachs-Stadion (2 000 spett.)\| Arbitro: \| Merk \| |
| Arbitro:                                               | Merk           |               |                 |                                                    |

| Arbitro: | Osmers |

|                                    |           |  |
| Drulák 67’ Jahn 69’ Wawrzyniak 73’ | Marcatori |  |

| Arbitro: | Holst |

|          |           |                                       |
| Reuß 85’ | Marcatori | 42’ Schjønberg 57’ Weiland 77’ Heisig |

| Arbitro: | Lehnardt |

|                                                    |           |            |
| Schlotterbeck 35’ Schürer 56’ (aut.) Schweizer 86’ | Marcatori | 85’ Häcker |

| Schweinfurt 4 maggio 1991, ore 15:00 CEST 32ª giornata | Schweinfurt 05 | 0 – 0 referto | Magonza | Sachs-Stadion (800 spett.)\| Arbitro: \| Domurat \| |
| Arbitro:                                               | Domurat        |               |         |                                                     |

| Arbitro: | Brückner |

|                        |           |  |
| Schneider 70’ Friz 76’ | Marcatori |  |

| Arbitro: | Strampe |

|  |           |                     |
|  | Marcatori | 46’ Serr 81’ Hubner |

| Arbitro: | Blüthgen |

|                                   |           |                                  |
| Bakalorz 64’ Täuber 72’ Kloss 82’ | Marcatori | 24’, 51’ Baranowski 84’ Drenkard |

| Arbitro: | Brückner |

|                         |           |             |
| Reuß 61’ Baranowski 78’ | Marcatori | 71’ Schüler |

| Arbitro: | Kentsch |

|                                                                           |           |            |
| Adler 14’ Deffke 15’, 48’ Gartmann 52’ Häcker 58’ (aut.) Schlumberger 65’ | Marcatori | 64’ Häcker |

| Schweinfurt 16 giugno 1991, ore 15:00 CEST 38ª giornata | Schweinfurt 05 | 0 – 0 referto | Eintracht Braunschweig | Sachs-Stadion (1 300 spett.)\| Arbitro: \| Föckler \| |
| Arbitro:                                                | Föckler        |               |                        |                                                       |

## Statistiche

### Statistiche di squadra
| Competizione  | Punti | In casa | In casa | In casa | In casa | In casa | In casa | In trasferta | In trasferta | In trasferta | In trasferta | In trasferta | In trasferta | Totale | Totale | Totale | Totale | Totale | Totale | DR  |
| Competizione  | Punti | G       | V       | N       | P       | Gf      | Gs      | G            | V            | N            | P            | Gf           | Gs           | G      | V      | N      | P      | Gf     | Gs     | DR  |
| ------------- | ----- | ------- | ------- | ------- | ------- | ------- | ------- | ------------ | ------------ | ------------ | ------------ | ------------ | ------------ | ------ | ------ | ------ | ------ | ------ | ------ | --- |
| 2. Bundesliga | 13    | 19      | 2       | 7       | 10      | 14      | 36      | 19           | 0            | 2            | 17           | 12           | 59           | 38     | 2      | 9      | 27     | 26     | 95     | -69 |
| Totale        | 13    | 19      | 2       | 7       | 10      | 14      | 36      | 19           | 0            | 2            | 17           | 12           | 59           | 38     | 2      | 9      | 27     | 26     | 95     | -69 |

### Andamento in campionato
| Giornata  | 1  | 2  | 3  | 4  | 5  | 6  | 7  | 8  | 9  | 10 | 11 | 12 | 13 | 14 | 15 | 16 | 17 | 18 | 19 | 20 | 21 | 22 | 23 | 24 | 25 | 26 | 27 | 28 | 29 | 30 | 31 | 32 | 33 | 34 | 35 | 36 | 37 | 38 |
| --------- | -- | -- | -- | -- | -- | -- | -- | -- | -- | -- | -- | -- | -- | -- | -- | -- | -- | -- | -- | -- | -- | -- | -- | -- | -- | -- | -- | -- | -- | -- | -- | -- | -- | -- | -- | -- | -- | -- |
| Luogo     | C  | T  | T  | C  | T  | C  | T  | C  | T  | C  | T  | C  | T  | C  | T  | C  | T  | C  | T  | T  | C  | C  | T  | C  | T  | C  | T  | C  | T  | C  | T  | C  | T  | C  | T  | C  | T  | C  |
| Risultato | P  | P  | P  | P  | P  | P  | P  | P  | P  | P  | N  | N  | P  | N  | P  | P  | P  | N  | P  | P  | N  | P  | P  | V  | P  | P  | P  | N  | P  | P  | P  | N  | P  | P  | N  | V  | P  | N  |
| Posizione | 19 | 20 | 20 | 20 | 20 | 20 | 20 | 20 | 20 | 20 | 20 | 20 | 20 | 20 | 20 | 20 | 20 | 20 | 20 | 20 | 20 | 20 | 20 | 20 | 20 | 20 | 20 | 20 | 20 | 20 | 20 | 20 | 20 | 20 | 20 | 20 | 20 | 20 |

Legenda:

Luogo: C = Casa; T = Trasferta. Risultato: V = Vittoria; N = Pareggio; P = Sconfitta.

### Statistiche dei giocatori
| A. Abutovic    | 18 | 0 | 2  | 0 |
| M. Baranowski  | 22 | 5 | 1  | 0 |
| C. Bozesan     | 15 | 1 | 2  | 0 |
| H. Derra       | 1  | 0 | 0  | 0 |
| D. Diekmann    | 2  | 0 | 0  | 0 |
| E. Drenkard    | 33 | 2 | 1  | 0 |
| S. Galm        | 7  | 0 | 2  | 0 |
| R. Geyer       | 1  | 0 | 0  | 0 |
| R. Gürtler     | 33 | 1 | 2  | 1 |
| M. Halbig      | 7  | 0 | 1  | 0 |
| G. Hetzelt     | 7  | 0 | 0  | 0 |
| B. Häcker      | 32 | 3 | 4  | 0 |
| G. Jerković    | 18 | 1 | 3  | 0 |
| A. Kulke       | 3  | 0 | 0  | 0 |
| W. Köhler      | 31 | 0 | 4  | 0 |
| R. Mauder      | 28 | 0 | 5  | 0 |
| K. Müller      | 37 | 0 | 1  | 0 |
| W. Neuschäfer  | 26 | 0 | 3  | 1 |
| J. Reuß        | 28 | 6 | 2  | 0 |
| J. Schürer     | 28 | 1 | 13 | 0 |
| J. Seufert     | 6  | 0 | 0  | 0 |
| H. Ueding      | 31 | 0 | 6  | 0 |
| C. Weiß        | 35 | 2 | 5  | 1 |
| O. Wölfling    | 30 | 3 | 5  | 1 |
| D. van der Ven | 3  | 1 | 0  | 0 |